# Fritz Riess
Fritz Riess eller Rieß, född 11 juli 1922 i Nürnberg, död 15 maj 1991 i Samedan, Schweiz, var en tysk racerförare.

## Racingkarriär
Riess deltog i ett formel 1-lopp, Tysklands Grand Prix 1952, där han slutade sjua.
Riess vann även Le Mans 24-timmars 1952, tillsammans med Hermann Lang i en Mercedes-Benz W194.

## F1-karriär
| Säsong | Stall/Tillverkare     | Poäng | Placering |
| ------ | --------------------- | ----- | --------- |
| 1952   | Fritz Riess (Veritas) | 0     | -         |